# Windows: The Official Magazine
Windows: The Official Magazine — журнал, що видається компанією Future plc у співробітництві з Microsoft і публікується у різних країнах світу. Містить статті, присвячені операційним системам Microsoft Windows.
Станом на 2018 рік окремого вебсайту журналу не існує, офіційний домен перенаправляє на Facebook-сторінку журналу.